# دیسک خیالی
دیسک خیالی (به انگلیسی: Imaginal Disk) دومین آلبوم استودیویی از گروهٔ موسیقی دونفرهٔ سینث-پاپ آمریکایی ماگدالنا بی می‌باشد که در ۲۳ اوت سال ۲۰۲۴ از سوی مام + پاپ موزیک منتشر گردید.